# InterPride
InterPride (International Association of Lesbian, Gay, Bisexual, Transgender and Intersex Pride Coordinators) ist ein internationaler Zusammenschluss von Organisatoren, welche Prides veranstalten.

## Aufgabe
Die Organisation fördert international Pride-Veranstaltungen für Lesben, Schwule, Bisexuelle und Transgender, fördert die Kommunikation der Organisatoren untereinander und versucht verschiedene Gemeinschaften zur Teilnahme an Pride-Veranstaltungen anzuregen und als Bildungsquelle zu agieren.
Es findet jährlich im Oktober eine internationale Konferenz statt. Diese bietet die Möglichkeit, mit anderen Veranstaltern Kontakte zu knüpfen, und verschiedene Workshops und Seminare, welche helfen, die Veranstaltungen zu verbessern und die Organisationen zu stärken. Einzelne Regionen veranstalten auch lokale Konferenzen. Es gibt ein Intranet mit Kontaktinformationen, gemeinsamer Firmendatenbank und Daten von verfügbaren Präsentatoren. Es werden auch Unterlagen mit Beispielen für erfolgreiche Sponsoren-Programme zur Verfügung gestellt.

## Organisation
Der Verband ist in 20 geographische Regionen eingeteilt, für jede werden von den lokalen Organisationen zwei Personen gewählt. Sie bilden den Aufsichtsrat, der einen Exekutivausschuss aus neun Vertretern wählt. InterPride ist in den USA im Bundesstaat Texas registriert und genießt den Status einer gemeinnützigen, von den Steuern befreiten Organisation. Finanziert wird sie durch Mitgliedsbeiträge, Sponsoren, Verkauf von Werbeartikeln und Spenden.
Mitglieder können nur Pride-Organisationen werden. 2008 waren es 138, 2010 waren es 175 Organisationen in allen Kontinenten.
InterPride ist Mitglied der International Festivals and Events Association (IFEA), der International Gay and Lesbian Travel Association (IGLTA) und der International Lesbian and Gay Association (ILGA).

## Geschichte
Die Organisation wurde im Herbst 1982 unter dem Namen National Association of Lesbian and Gay Pride Coordinators gegründet, als sich sechs Vertreter von US-amerikanischen Pride-Organisationen zum Ideenaustausch in Boston trafen. Seither findet jedes Jahr in einer anderen Stadt eine Konferenz statt. Als bei einer Konferenz schon Vertreter aus Kanada, Mexiko und dem Vereinigten Königreich teilnahmen, zollte man der Internationalität Respekt und benannte die Organisation in International Association of Lesbian and Gay Pride Coordinators um. Die Konferenz im Jahre 1997 in New York City war mit Vertretern von 73 Organisationen aus 18 Ländern schon sehr international. Bei der Konferenz im Jahr darauf, in West Hollywood, entschied man den Namen der Organisation um die Thematik Bisexualität und Transgender zu ergänzen. Im darauffolgenden Jahr wurde der Organisationsname auf InterPride geändert um die internationale Struktur widerzuspiegeln. Diese Konferenz im Jahre 1999 in Glasgow war auch die erste, welche nicht auf dem nordamerikanischen Kontinent stattfand. Zwei Jahre später, im Jahre 2001, fand die Konferenz erstmals in der südlichen Hemisphäre statt und der Premierminister von Neuseeland hieß die Teilnehmer in Auckland willkommen. Mit der Konferenz 2003 in Montreal fand sie erstmals in einer Stadt statt, deren Hauptsprache nicht Englisch ist. Und im Jahr darauf fand die Konferenz in Reykjavík erstmals in einem Land statt, dessen Landessprache nicht englisch ist. Die erste Konferenz in Kontinentaleuropa fand 2007 in Zürich statt.

### Konferenzen und Pride-Themen
| Jahr | Gastgeberstadt   | Land    | Internationales Pride-Motto |
| ---- | ---------------- | ------- | --- |
| 1982 | Boston           | USA     | keines |
| 1983 | San Diego        | USA     | keines |
| 1984 | Wichita          | USA     | Unity & More in ‘84 („Einheit & Mehr“) |
| 1985 | Fort Lauderdale  | USA     | Alive with Pride in ‘85 („Leben mit Stolz“) |
| 1986 | San Francisco    | USA     | Forward Together („Zusammen vorwärts“) |
| 1987 | Baltimore        | USA     | Proud, Strong, United („Stolz, Stark, Vereint“) |
| 1988 | St. Louis        | USA     | Rightfully Proud („Zu Recht stolz“) |
| 1989 | Vancouver        | CDN     | Stonewall 20 – A Generation of Pride („20 Jahre Stonewall – Eine Generation mit Stolz“)                                                                        |
| 1990 | Minneapolis      | USA     | Look to the Future („Blick in die Zukunft“) |
| 1991 | Boston           | USA     | Together in Pride („Mit Stolz zusammen“) |
| 1992 | Long Beach       | USA     | Pride = Power |
| 1993 | Houston          | USA     | A Family of Pride („Eine stolze Familie“) |
| 1994 | Fort Lauderdale  | USA     | Stonewall 25 – A Global Celebration of Lesbian & Gay Pride & Protest („Stonewall 25 – Eine weltweite Festveranstaltung für schwul-lesbischen Stolz & Protest“) |
| 1995 | Phoenix          | USA     | Pride – From Silence to Celebration („Stolz – Vom Schweigen bis zum Feiern“)                                                                                   |
| 1996 | Kansas City      | USA     | Pride Without Borders („Stolz ohne Grenzen“) |
| 1997 | New York City    | USA     | Equality Through Visibility („Gleichberechtigung durch Sichtbarkeit“)                                                                                          |
| 1998 | West Hollywood   | USA     | Unity Through Diversity („Einheit durch Verschiedenheit“) |
| 1999 | Glasgow          | UK      | Prideful Past, Powerful Future („Stolze Vergangenheit, starke Zukunft“)                                                                                        |
| 2000 | Atlanta          | USA     | Take Pride, Take Joy, Take Action („Sei Stolz, hab Freude, werde tätig“)                                                                                       |
| 2001 | Auckland         | NZ      | Embrace Diversity („Stell dich der Verschiedenheit“) |
| 2002 | San Francisco    | USA     | Pride Worldwide |
| 2003 | Montréal         | CDN     | Peace Through Pride („Friede durch Stolz“) |
| 2004 | Reykjavík        | IS      | Vive La Difference („Es lebe der Unterschied“) |
| 2005 | Minneapolis      | USA     | Equal Rights. No More. No Less. („Gleiche Rechte, nicht mehr, nicht weniger“)                                                                                  |
| 2006 | Portland         | USA     | Pride – Not Prejudice („Stolz – nicht Vorurteile“) |
| 2007 | Zürich           | CH      | United For Equality („Gemeinsam für Gleichberechtigung“) |
| 2008 | Vancouver        | CDN     | Live Love Be („Leben, Lieben, Sein“) |
| 2009 | Saint Petersburg | USA     | Your Rights, Our Rights, Human Rights („Deine Rechte, unsere Rechte, Menschenrechte“)                                                                          |
| 2010 | Long Beach       | USA     | One Heart, One World, One Pride |
| 2011 | Brüssel          | Belgien | Pride Around the World |
| 2012 | Boston           | USA     | Pride Links Us Together |
| 2013 | Montreal         | CDN     | Pride 365 |
| 2014 | Pittsburgh       | USA     | Reflections of Pride – Stonewall 45 |
| 2015 | Las Vegas        | USA     | |

## WorldPride
Der Titel WorldPride wird in unregelmäßigen Abständen in Lizenz an eine der weltweiten Veranstaltungen vergeben.

### 2000 – Rom

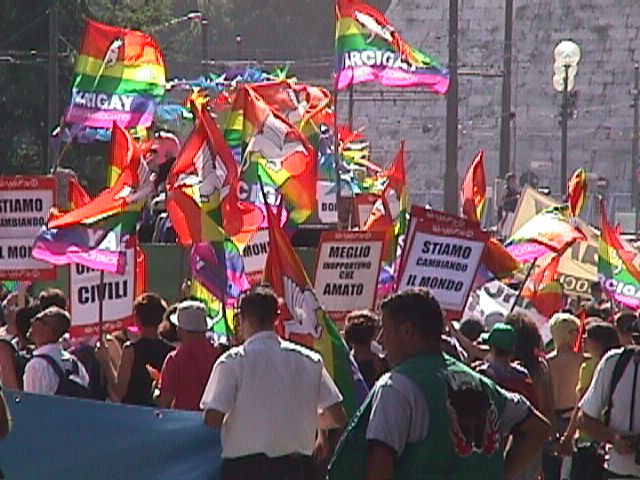
World Pride 2000 in Rom

Der Europride in Rom vom 1. bis zum 9. Juli mit einer Parade am 8. Juli wurde auch gleichzeitig der erste World Pride. Vom 4. bis zum 7. Juli fand auch die 20. Weltkonferenz der International Lesbian and Gay Association (ILGA) mit über 100 Delegierten aus aller Welt in Rom statt, wegen durch Faschisten angedrohten Anschlägen in einem unter Polizeischutz stehenden Hotel. Die Gegnerschaft im Vorfeld war groß, auch weil das römisch-katholische Heilige Jahr ausgerufen war. Der Vatikan protestierte, Bischöfe forderten ein Verbot. Ersilio Tonini bezeichnete die Veranstaltung als „eine Verletzung der religiösen Gefühle, schädlich für die Erziehung der Jugend.“ Auch konservative und neofaschistische Politiker wetterten dagegen, zogen die Schirmherrschaft, zahlreiche Veranstaltungsgenehmigungen und zugesagte Unterstützungen zurück und wollten die Parade nicht durch die Innenstadt zum Kolosseum marschieren lassen. Letzteres wurde 2 Tage vor der Parade genehmigt und eine geplante Gegendemonstration der Neofaschisten abgesagt. An der Parade nahmen schätzungsweise 100.000 Menschen teil. Der italienische Ministerpräsident Giuliano Amato hatte öffentlich bedauert, dass er World Pride leider wegen verfassungsrechtlicher Gründe nicht verhindern könne. Die ganzen Kontroversen bewirkten aber auch, dass es ein großes Medienereignis wurde und schon in den Monaten davor in ganz Italien über Lesben und Schwule diskutiert wurde. Mehrere Prominente, darunter ein Minister, bekannten sich während dieser Zeit öffentlich zu ihrer Homosexualität.

### 2005/2006 – Jerusalem
Gay Prides in Jerusalem finden seit 2002 statt. Es gab dabei nur geringe Proteste orthodoxer Juden.
Jerusalem wurde 2003 für den ursprünglich im August 2005 geplanten World Pride unter dem Motto „Ahawah lelo Gwuloth – Liebe ohne Grenzen“ ausgewählt, da es zu den Wiegen der westlichen und nahöstlichen Zivilisationen gehört. Die ruhmvolle Geschichte der Stadt wird heute von einem Konflikt überschattet, wo ethnische und religiöse Spannungen zur Tagesordnung gehören und dadurch sehr schnell das gemeinsame humanistische Element vergessen wird, und schnell die grundlegenden Menschenrechte der Würde und der Freiheit verachtet werden. Der World Pride soll Menschen aus aller Welt versammeln, um eine wichtige Botschaft zu verbreiten: „Die Menschenrechte übersteigen kulturelle und ethnische Barrieren, unsere Unterschiede können in Frieden akzeptiert werden, Liebe kennt keine Grenzen.“ Auch waren die dort versammelten Weltreligionen oft Quellen der Feindseligkeit gegenüber Schwulen, Lesben, Bisexuellen und Transgendern. Hauptorganisator war die Organisation Jerusalem Open House, in der Juden, Christen und Muslime, Israelis und Palästinenser zusammenarbeiten. Die Veranstaltung wurde auf zehn Tage angelegt und sollte ein Filmfestival, Gottesdienste, Workshops, Straßenmarkt und eine Parade umfassen.
Der Bürgermeister von Jerusalem, Uri Lupolianski bezeichnete im Dezember 2004 den World Pride als „eklig, beleidigend, anstößig und provokant“. Er versuchte lange Zeit die Polizei zu einem Paradeverbot zu bewegen.
Dies gelang jedoch nicht und so bewirkte die geplante Veranstaltung eine außergewöhnliche Einigkeit hoher religiöser Würdenträger. Interreligiöse Übereinstimmung der drei monotheistischen Weltreligionen ist eine Seltenheit in Jerusalem. Zwölf Religionsführer unterschrieben eine Erklärung, um ihren Widerspruch gegen die Veranstaltung einzulegen. Die höchsten Würdenträger oder deren Vertreter hielten am 30. März 2005 eine gemeinsame Pressekonferenz in Hebräisch, Englisch und Arabisch ab. Sie beklagten in einer gemeinsamen Erklärung, dass „dieses Ereignis einen Affront gegenüber den Herzen und Seelen der Anhänger aller Religionen darstellt – Juden, Christen und Moslems.“
- Schlomo Amar, sephardischer Großrabbiner von Israel, sagte, Homosexuelle fügten ihren Eltern viel Schmerzen zu. Auch in einer Demokratie dürfe nicht alles erlaubt sein. Sie erzeugen einen tiefen und grausamen Schmerz, der unerträglich ist. „Jene“ mögen doch die „Beleidigung Jerusalems“ unterlassen. Auf die Meldung eines Redakteurs der Ynet-Internetseite in der Fragerunde, dass es sich bei der Parade um eine „Demonstration der Liebe“ handle, erwiderte er: „Wenn sich diese Menschen anständig benehmen und nicht öffentlich zu Sünde aufrufen, sind sie herzlich willkommen.“ Zum Schluss gestand er erneut ein, dass ohne die Demonstration diese seltene Pressekonferenz nicht zustande gekommen wäre. „Auch das ist eine Demonstration der Liebe.“
- Jona Metzger, aschkenasischer Großrabbiner von Jerusalem sagte: „Bitte zerstört nicht die Heiligkeit von Jerusalem, bewahrt ihren Charakter, bewahrt ihren Frieden … sagt eure Pläne ab.“ Es ist eine „geplante Provokation gegen alle Religionen“.
- Michel Sabbah, lateinischer Patriarchat von Jerusalem, sagte, man respektiere die Freiheit der Anderen, „aber diese müssen wiederum unsere religiösen Gefühle respektieren“. Es gebe „genug Spannungen in der Stadt“.
- Torkom Manoogian, armenischer Patriarch von Jerusalem, und sein Pressesprecher, Bischof Aris Scherevian, sagten, Gott habe „Adam and Eve, not Adam and Steve“ geschaffen. Sie betonten, Gott habe die Einwohner von Sodom und Gomorrha für ihre Homosexualität bestraft. „Wir sind für Menschenrechte, aber gegen Sünde und Verbrechen, auf die in der Bibel die Todesstrafe stand.“
- Erzbischof Aristachos, Vertreter des umstrittenen orthodoxen Patriarchen Irenaios I., sagte, dass Homosexuelle gegen den Willen Gottes ein „ungerechtfertigtes Verhalten“ zeigten. Sie hätten „kein Recht dazu. Das unnatürliche Verhalten ist Sünde“.
- Auch Pietro Sambi, apostolischer Nuntius, schloss sich den Ansichten der anderen an, sprach von einer „Provokation“ und sagte: „Wenn diese Leute erwarten, dass wir sie respektieren, dann sollten sie auch uns respektieren.“
- Scheich Abdel Aziz Bukhari, muslimischer Prediger, warnte, dass Gott die Stadt bestrafen werde, sollten die religiösen Vertreter die Veranstaltung nicht verhindern. „Wir können niemanden erlauben zu kommen und die Heilige Stadt zu beschmutzen. Es ist sehr häßlich und sehr widerlich, dass diese Leute nach Jerusalem kommen wollen.“
- Scheich Abed es-Salem Menasra, Vertreter des Mufti von Jerusalem, Ikrimeh Sabri, sagte in Bezug auf Sodom und Gomorrha: „Gott zerstörte diese Städte und alle Einwohner. Ich warne jeden: Gott wird Jerusalem zerstören, zusammen mit den Juden, den Christen und den Muslimen.“ Er stellte heraus, dass die Stadt den „Jahud“ (Juden), den „Messianern“ (Christen) und dem Islam gleichermaßen heilig sei. Sie dürfe nicht entweiht werden. Homosexualität gebe es bei Tieren nur unter Affen – was sachlich falsch ist. Weiter führte er aus, dass Judentum und Christentum „auf der Heiligkeit Jerusalems begründet sind, während der Islam Jerusalem respektiert, wegen der Nachtreise des Propheten von El Kuds (Jerusalem).“ Er drohte damit, „Jerusalem auf den Kopf zu stellen, mitsamt den Juden und Christen“, falls es zu der „teuflischen Demonstration“ kommen sollte.
- Anwesend war auch Rabbi Yehuda Levin aus New York City, von der orthodoxen Rabbinical Alliance of America, welche über 1.000 amerikanische Rabbis repräsentieren soll. Er nannte das Festival „die spirituelle Vergewaltigung der Heiligen Stadt. … Das ist nicht das Homo-Land, das ist das Heilige Land.“ Er führte weiter aus: „Das ist keine Parade, das ist eine zehntägige radikale, militante, anti-familiäre, anti-göttliche Zelebration von Sodomie und Pornographie. Sind wir wirklich verrückt, Gott wieder provozieren zu wollen?“

Vertreter der Protestanten waren bei der Pressekonferenz nicht anwesend.
Als Initiator der ungewöhnlichen gemeinsamen Erklärung und Pressekonferenz gilt der evangelikale Prediger Leo Giovinetti von der Mission Valley Christian Fellowship aus San Diego. Er predigt schon lange gegen Homosexualität und reist oft nach Israel, wo er Beziehungen zu Rabbis und Politikern pflegt. Bei der Pressekonferenz war er nicht anwesend, aber er verbreitete schon sehr früh Nachrichten über das Festival unter religiösen Führern. Zusammen mit Benjamin Elon, Mitglied der Knesset und ehemaliger Tourismusminister, und anderen arbeitete er schon länger daran, das Festival zu verhindern. Auf einer Pressekonferenz wurde eine internationale Kampagne angekündigt, in der eine Million Unterschriften als Protest gegen das Festival gesammelt werden sollten. Giovinetti versprach auch seinen landesweiten Radiodienst in Amerika einzusetzen, um die dortigen Christen zu mobilisieren.
Auch unter politischen Vertretern Israels gab es ungewohnten Zusammenhalt. Benny Elon bekam von dreißig Knessetmitgliedern Unterstützung zugesichert. Darunter auch vom moslemischen Kleriker Abdulmalik Dehamshe, der sonst jeder jüdisch-arabischen Verständigung entgegenwirkt. Nissim Zeev verpflichtete sich und die 11 weiteren Knessetmitglieder der orthodoxen Schas-Partei, obwohl sie sich so gut wie nie aus irgendeinem Anlass mit Christen zusammenschließt.
Daphna Stroumssa vom Open House sagte: „Wenn es eines gibt, das wir erreicht haben: Wir haben diese Menschen zusammengebracht. Wir haben bewiesen: Menschen, die an völlig verschiedene Dinge glauben, können miteinander reden.“
Von der Regierung wurde der Rückzug jüdischer Siedler aus dem Gazastreifen ebenfalls für den Sommer 2005 festgesetzt. Somit wurde ein extrem schwieriges politisches Klima befürchtet und die Einsatzkräfte der Polizei würden an anderer Stelle gebraucht werden. So verschob man den Termin um ein Jahr auf den 6. bis 12. August 2006. Eine nationale Parade sollte aber stattfinden. Diese wollte Jerusalems Bürgermeister Uri Lupolianski verbieten, da sie und die damit zusammenhängenden Veranstaltungen von einigen Anwohnern als Provokation wahrgenommen werden könnten und dadurch die öffentliche Ordnung in der von Juden, Moslems und Christen bewohnten Stadt gefährdet wäre. Ein Bezirksgericht hob das Verbot auf und beschuldigte den Bürgermeister den Marsch aus ideologischen und demagogischen Gründen untersagt zu haben. Großteils lief die Parade mit etwa 5.000 Teilnehmern ruhig ab. Von den 1.000 Gegendemonstranten warfen einige wenige Steine sowie Tüten mit Urin und Kot auf die Demonstranten. Insgesamt wurden zwölf Männer festgenommen, darunter zwei, welche Messer bei sich trugen. Einer hatte sich mit einem extra für diesen Zweck gekauften 18 Zentimeter langen Messer in die Menge gestürzt, verletzte zwei Menschen leicht und wenig später einen einschreitenden Passanten. Bei der Einvernahme und der Verhandlung gab der ultraorthodoxe Mann an, er sei von Gott geschickt worden, um Schwule zu töten und solche „Abnormitäten“ wie den Gay Pride zu verhindern. Das Gericht nannte ihn einen Fanatiker und verurteilte ihn wegen versuchten Mordes zu zwölf Jahren Haft.
Anfang Juli 2006 sprachen sich wieder Vertreter von jüdischen, christlichen und islamischen Religionen strikt gegen die Austragung des World Pride aus.
- Der US-amerikanische Rabbi Yehuda Levin sagte: „Wir müssen sechs Tage sexuelle Freizügigkeit und Ausschweifungen ertragen, die es bisher noch nie im Nahen Osten gegeben hat.“
- In einem von ultraorthodoxen Juden veröffentlichten Flyer wurde zu einem Massenprotest gegen die „Abscheulichkeitsparade“ aufgerufen. Sie fürchteten, dass religiöse Jugendliche und Kinder Homosexualität ausgesetzt werden könnten.
- Scheich Ibrahim Sarsur sagte, Schwule würden „den Tempelberg während der Parade nur über unsere Leichen“ erreichen.
- Erzbischof Antonio Franco, der vatikanische Botschafter in Israel, beschwerte sich in einem Gespräch mit Bürgermeister Uri Lupolianski über die Parade. Es werde „vielen Menschen der Wille von wenigen aufgebürdet“.

Die Reaktionen der Bevölkerung jedoch deutete Noa Satat, Vorsitzender des Open House, so, dass sie nicht bereit wären, die Stadt den Radikalen zu überlassen, und die Veranstaltung ein tolerantes, respektvolles Jerusalem zeigen werde. Kurz darauf bat Oberrabbiner Schlomo Amar Papst Benedikt XVI. öffentlich um Hilfe, ihn im Kampf gegen den World Pride zu unterstützen. Am 6. Juli lud der Apostolische Nuntius Antonio Franco den Bürgermeister in seine Residenz und machte deutlich, dass es für die „Heilige Mutter Kirche“ nicht hinnehmbar sei, dass in Jerusalem Homosexuelle eine derart öffentliche Party feiern. Der Bürgermeister bedauerte, dass ihm rechtlich die Hände gebunden seien.
Am 12. Juli 2006 begann der Libanonkrieg 2006 zwischen Israel und der Hisbollah. Rabbi Mosche Sternbuch machte den World Pride für den Waffengang verantwortlich, da er den Zorn der Muslime geweckt habe. Wegen des Krieges sagte man alleine die Parade Mitte Juli ab. Die anderen Veranstaltungen fanden aber wie geplant statt. Anstelle der Parade wurde am 10. August im Liberty Bell Park eine kleine Kundgebung mit etwa 300 Menschen abgehalten. Gegendemonstranten gab es keine. Nach einiger Zeit mutierte die Kundgebung zu einer Demonstration gegen den Krieg, an der aber nicht alle teilnahmen. Es kam zu heftigen Diskussionen zwischen Kriegsgegnern und Kriegsbefürwortern. Es wurden Schilder mit Anti-Kriegs-Slogans hochgehalten und eine libanesische Fahne geschwenkt. Die Polizei störten ein paar Sprüche und libanesische Flagge, es kam zu einem Handgemenge und einige Demonstranten wurden verhaftet. Zu diesem Zeitpunkt drohte die Stimmung zu kippen und die Lage zu eskalieren. Da stimmten einige Drag-Queens Cindarella an, dem Schlager im Shushan, dem einzigen Homoclub der Stadt. Einige konnten die Choreographie der dazugehörigen Drag-Show und fingen an zu tanzen. Die übrigen Demonstranten waren begeistert und tanzten teilweise mit. Bei Einbruch der Dunkelheit löste sich die Demonstration friedlich auf.
Zuerst plante man die Parade im September nachzuholen, wegen des jüdischen Neujahrsfestes und damit verbundenen Engpässen bei der Bereitstellung der Exekutive fand sie im Endeffekt am 10. November statt. Etwa einen Monat davor demonstrierten am 18. Oktober ultraorthodoxe Juden gegen die Parade. Sie wurde wieder für den Krieg im Libanon verantwortlich gemacht. Mosche Sternbuch sagte als Redner: „Wir haben im Libanon nicht unsere Ziele erreicht, weil im Heiligen Land Unzüchtigkeit und sexuelle Freizügigkeit um sich greift.“ Es gebe in Israel „keine größere Beeinträchtigung als diese schändliche Parade.“ Rabbi Ovadja Josef beteiligte sich ebenfalls an der Demonstration. Er kämpfe gegen die „unzüchtige Schmutzparade von Amalekitern, die die Heilige Stadt besudeln wollen.“ (Amalekiter waren ein Stamm in Kanaan, der in der Frühzeit Israels mit den Hebräern um den Landbesitz kämpfte und deshalb als Feind des Volkes Israels gilt.) Auch in der Zeit danach demonstrierten immer wieder ultraorthodoxe Juden, randalierten dabei, setzten Mülltonnen und ausrangierte Autos in Brand, bewarfen die Polizisten mit Steinen und blockierten Straßen. Wegen Informationen über mögliche Anschlagspläne überlegte die Polizei die Parade abzusagen. Generalstaatsanwalt Menachem Mazuz sprach sich gegen ein Verbot aus: „Drohungen nachzugeben ist eine Bedrohung der Demokratie! Daher ist es undenkbar, die Parade zu verbieten.“ Am 6. November entschied der Oberste Gerichtshof, dass der Klage dreier Männer unter der Führung des ultraorthodoxen Religionsführers Yehuda Meshi-Zahav für ein Verbot der Parade nicht stattgegeben wird. Die Kläger hatten argumentiert, dass die Parade ein Blutbad auslösen könnte. Die Vorsitzende Richterin Dorit Beinisch kritisierte die Anwälte der Antragsteller: „Sie können nicht vor einem Blutbad warnen, wenn sie gerade die Leute repräsentieren, die das Blutbad androhen. Es reicht wirklich: Es wäre jetzt Zeit für Deeskalation.“ Am 8. November forderte der Vatikan Israel auf, die Parade zu verbieten. „Der Vatikan hat wiederholt gesagt, dass die Meinungsfreiheit Grenzen hat, insbesondere dann, wenn sie das religiöse Empfinden von Gläubigen beleidigt“, hieß es in einem Schreiben des Heiligen Stuhls. „Es ist klar, dass die Schwulenparade, die in Jerusalem stattfinden soll, die Mehrheit der Juden, Muslime und Christen beleidigt.“ Am 9. November veranstalteten die religiösen Gegner der Parade einen Marsch der Biester. Sie liefen die geplante Paradestrecke mit Kühen, Eseln und Ziegen ab und trugen Schilder mit der Aufschrift „Ich bin sauer!“ oder „Genug Schmutz!“. Am Nachmittag wurde dann die Absage der Parade durch die Innenstadt bekanntgegeben. Zusätzlich zu den geplanten Protesten der orthodoxen Juden gab es 30 Terrorwarnungen von palästinensischer Seite, da tags zuvor 18 Zivilisten im nördlichen Gazastreifen versehentlich von israelischem Feuer getroffen worden waren. Als Ersatz wurde eine nicht öffentliche Demonstration in einem Stadion der städtischen Universität angesetzt. Die ultraorthodoxen Juden waren damit zufrieden und versprachen nicht gegen die geschlossene Veranstaltung vorzugehen. Zusätzlich forderten sie die Freilassung ihrer Glaubensbrüder, welche bei den gewalttätigen Demonstrationen in den Tagen zuvor festgenommen worden waren.
Am Nachmittag des 10. November demonstrierten dann etwa 2.000 (Polizeiangabe) bis zu 10.000 (Veranstalter) Menschen im Stadion der Hebräischen Universität Jerusalem am Givat-Ram-Campus für die Rechte von Schwulen und Lesben. Als Redner trat auch Sehava Gal-On, Abgeordnete der Knesset für die Meretz-Partei, auf und lobte die „Weisheit und den Mut und die Weise, in der der Kampf um Gleichheit, Redefreiheit und Demokratie geführt wurde.“ Während der Kundgebung versuchte ein Mann die Bühne zu stürmen und homophobe Slogans zu rufen. Er wurde von der Polizei aufgehalten und vom Gelände entfernt.
Trotz Sicherheitsrisikos wollten einige Aktivisten eine spontane Parade in Jerusalem abhalten. Dabei wurden 30 Aktivisten und auch fünf Gegendemonstranten festgenommen. Letztere waren mit Schlagstöcken, Messern und einer Pistole bewaffnet. Insgesamt waren 3.000 Polizisten im Einsatz.
Am 21. Juni 2007 gab es wieder eine kurze Parade durch die Straßen von Jerusalem mit 2.500 Teilnehmern. Nur auf die Schlusskundgebung wurde aus Sicherheitsgründen verzichtet. Man versuchte wie üblich vergeblich ein Verbot durchzusetzen, dieses Mal mit einem Gesetz, das in Jerusalem Veranstaltungen verbieten sollte, welche die religiösen Gefühle verletzen. Es gab aber weniger Aussagen von religiösen Führern. Polizisten entdeckten in der Tasche eines ultra-orthodoxen Juden einen Sprengsatz und nahmen ihn fest. Er hätte ihn während der Parade zünden wollen. In einem anderen Stadtteil kamen mehrere hundert Gegendemonstranten zusammen, brachten aus Protest den Verkehr zum Erliegen, schwenkten Transparente und zündeten Mülleimer an. 1.000 Feuerwehrleute waren wegen der Parade in Streik getreten. Insgesamt waren 7.000 Polizisten im Einsatz. Nach einer Funkstille gibt es seit Anfang 2008 Gespräche zwischen den Organisatoren und orthodoxen religiösen Führern. Im Juni 2008 normalisierte sich die Lage. Es gab wieder nur wenige Probleme und Gegendemonstranten. 3.000 Teilnehmer wurden von 2.000 Polizisten geschützt. 2009 nahmen etwa 2.000 Menschen teil und etwa 1.500 Polizisten waren im Einsatz. Es gab kleine Protestgruppen bei der Parade mit Trauerkleidung und mit Asche bestreut, einen Eierwerfer, schwarz verklebte Fenster und eine Gegendemonstration an einem anderen Platz. Führer der ultraorthodoxen Edah HaChareidis, welche früher an den gewaltsamen Protesten beteiligt waren, baten ihre Mitglieder nicht zu demonstrieren, weil sie nicht wollen, dass die Jugendlichen der Homosexualität ausgesetzt seien.

### 2012 – London
Am 30. Oktober 2008 wurde festgelegt, dass der World Pride 2012 von Pride London organisiert wird. Die Veranstaltungen fanden vom 23. Juni bis 8. Juli statt, die Parade am 7. Juli. Es wurde mit mehr als einer Million Besuchern gerechnet. 1970 fand in London die erste Demonstration Europas statt und 2008 nahmen an der Parade etwa 825.000 Personen teil. Einen Monat später werden in London vom 27. Juli bis 12. August 2012 die Olympischen Sommerspiele 2012 abgehalten und danach traditionell die Paralympics.

### 2014 – Toronto
Am 18. Oktober 2009 wurde festgelegt, dass der World Pride 2014 von Pride Toronto veranstaltet wird. Die Veranstaltungen sollen zeitgleich mit dem kanadischen Nationalfeiertag am 1. Juli und dem amerikanischen Nationalfeiertag am 4. Juli stattfinden. Erste Kritik wurde schon am Tag danach geäußert. Diskussionspunkte waren, dass niemand die Stadtverwaltung gefragt hatte; ob der wirtschaftliche Nutzen wirklich gegeben sei; und der evangelikale Prediger Charles McVety, seit 1993 Präsident des Canada Christian College, meinte, dass die Stadt jetzt Millionen Dollar für eine „Sexparade“ ausgeben werde.

### 2017 – Madrid

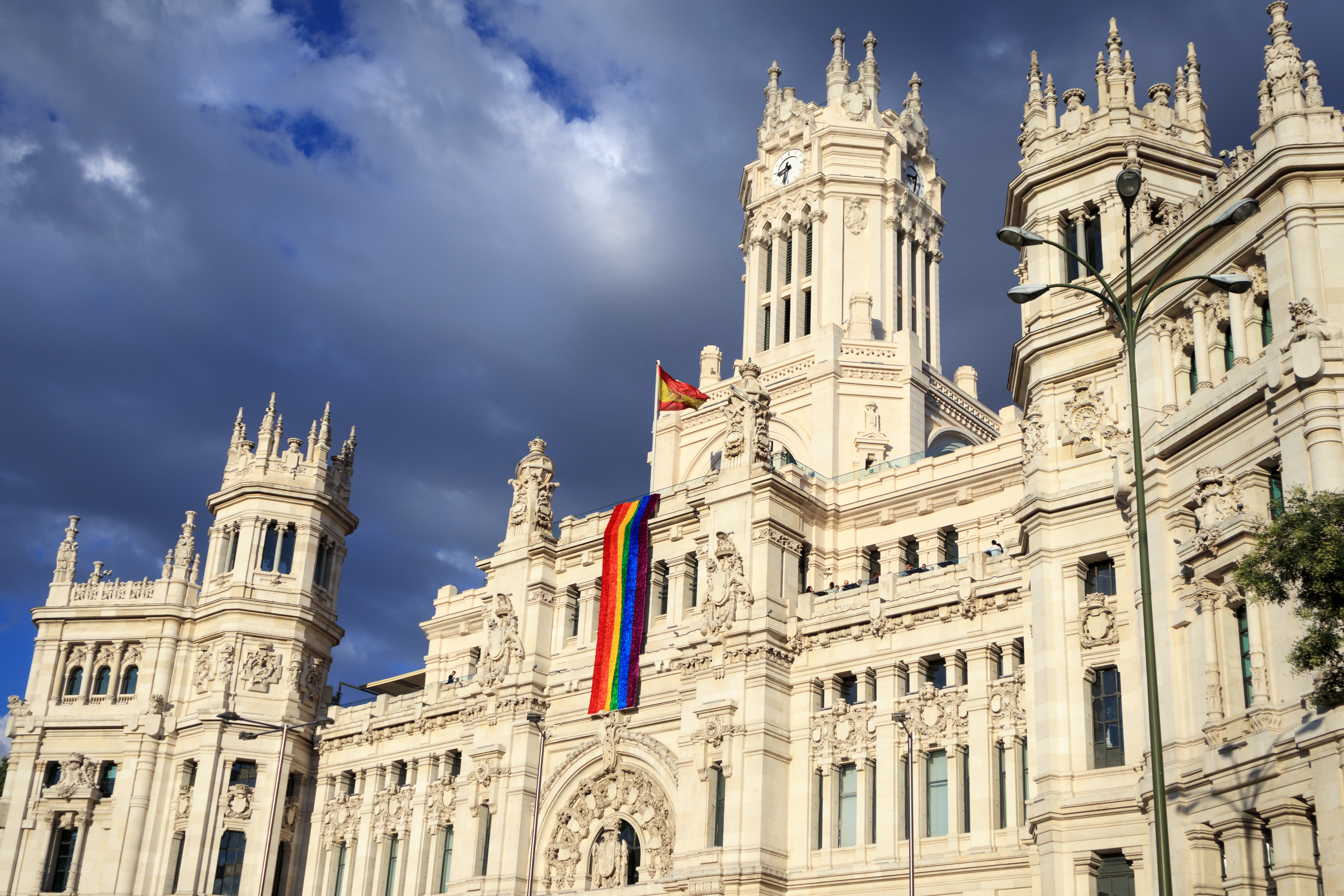
Regenbogen-Flagge auf dem Palacio de Cibeles

Am 7. Oktober 2012 wurde in Boston beschlossen, dass Madrid für das Jahr 2017 den Zuschlag für den WorldPride erhält.
Die Veranstaltung dauerte von 22. Juni 2017 bis zum 1. Juli 2017 und umfasste Konzerte, Veranstaltungen und eine Menschenrechtskonferenz zum Thema (Madrid Summit). Den Abschluss bildete eine Parade über den Paseo del Prado, die berühmte Prachtstraße im Zentrum der spanischen Hauptstadt. Bis zu drei Millionen Menschen wurden erwartet; an der Parade haben „mehr als eine Million“ teilgenommen.

### 2019 – New York

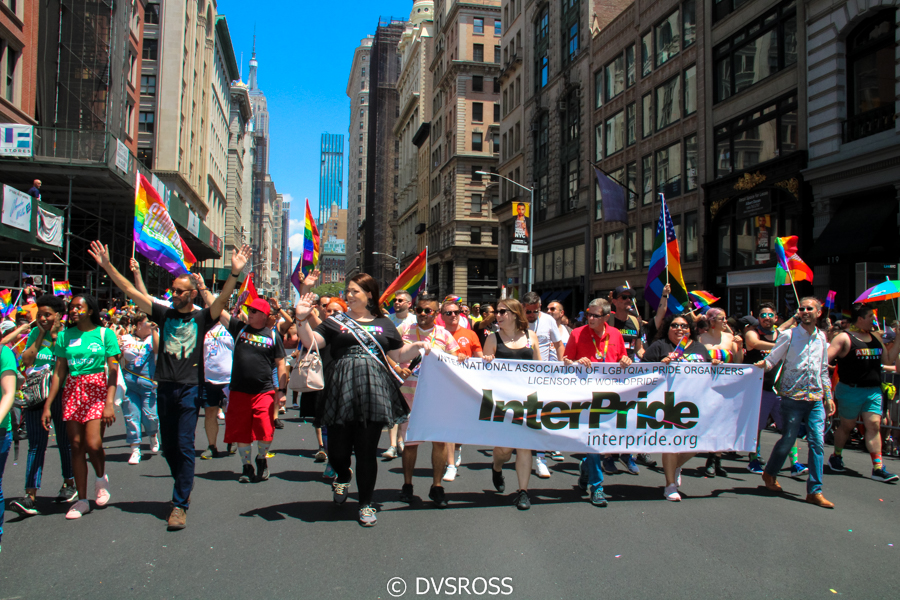
InterPride-Transparent am Pride March in New York City 2019

WorldPride fand 2019 erstmals in New York statt. Anlass war der 50. Jahrestag von Stonewall. Zum Pride March am 30. Juni 2019 in Manhattan wurden laut Veranstalter 150.000 Teilnehmer erwartet.

### 2021 – Kopenhagen und Malmö

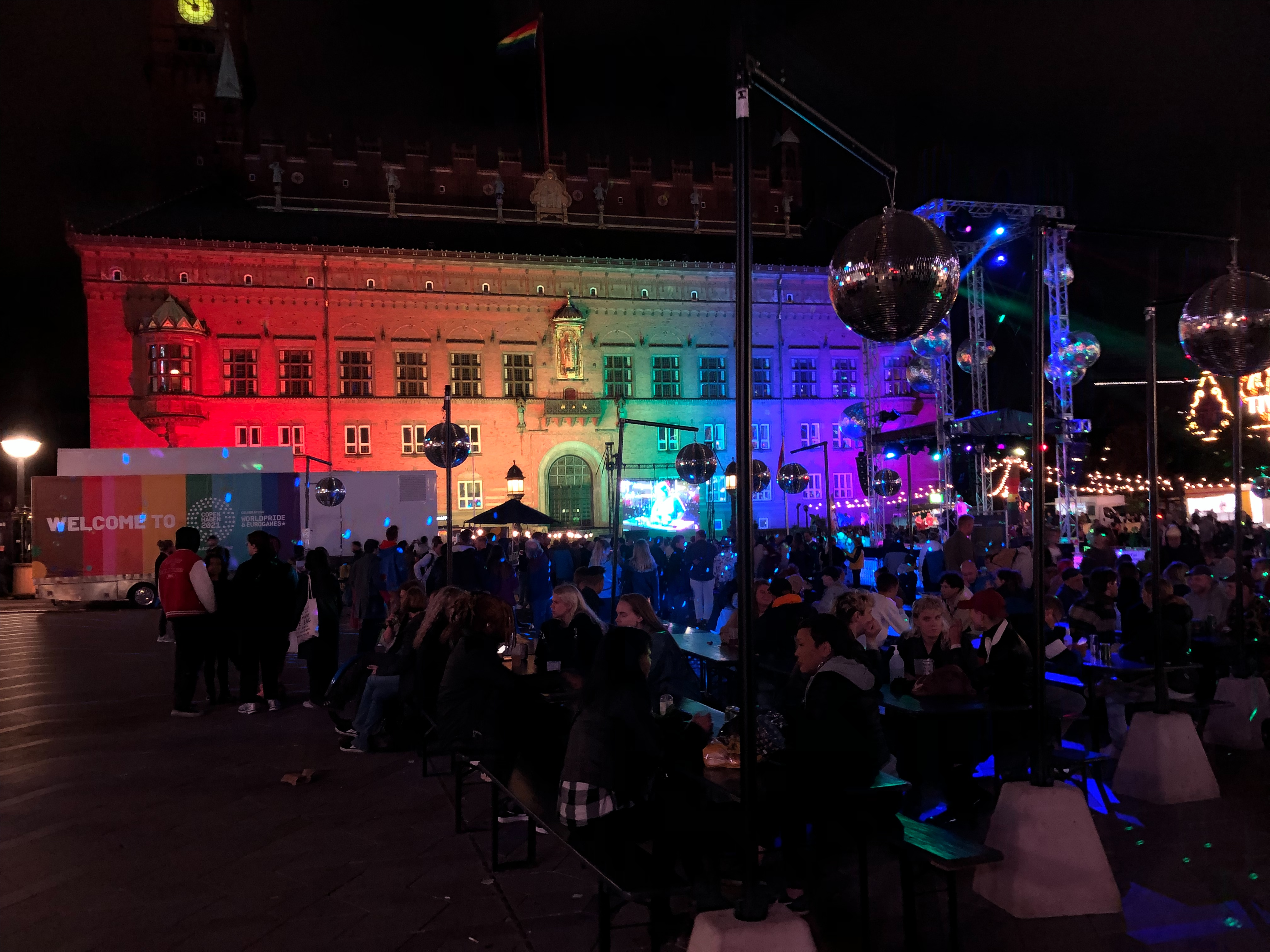
Der nächtliche Rathausplatz in Kopenhagen im August 2021

Vom 12. bis 22. August, erstmals in zwei Ländern: Kopenhagen/Dänemark und Malmö/Schweden. Aufgrund der Beschränkungen wegen der Covid19-Pandemie wurde die in Kopenhagen geplante große Parade aufgeteilt in sechs kleinere, die aus allen Richtungen kommend als Sternmarsch im Fælledparken endeten.

### 2023 – Sydney
Vom 17. Februar bis 5. März  in der australischen Metropole Sydney.

### 2025 – Washington, D.C.
Vom 23. Mai bis zum 8. Juni wird Washington, D.C., die Hauptstadt der Vereinigten Staaten, Gastgeberin des WorldPride-Event 2025 sein. Zunächst war Kaohsiung in Taiwan als Veranstaltungsort geplant, es gab jedoch Differenzen um den offiziellen Namen.